# Ahrtaler Köksje

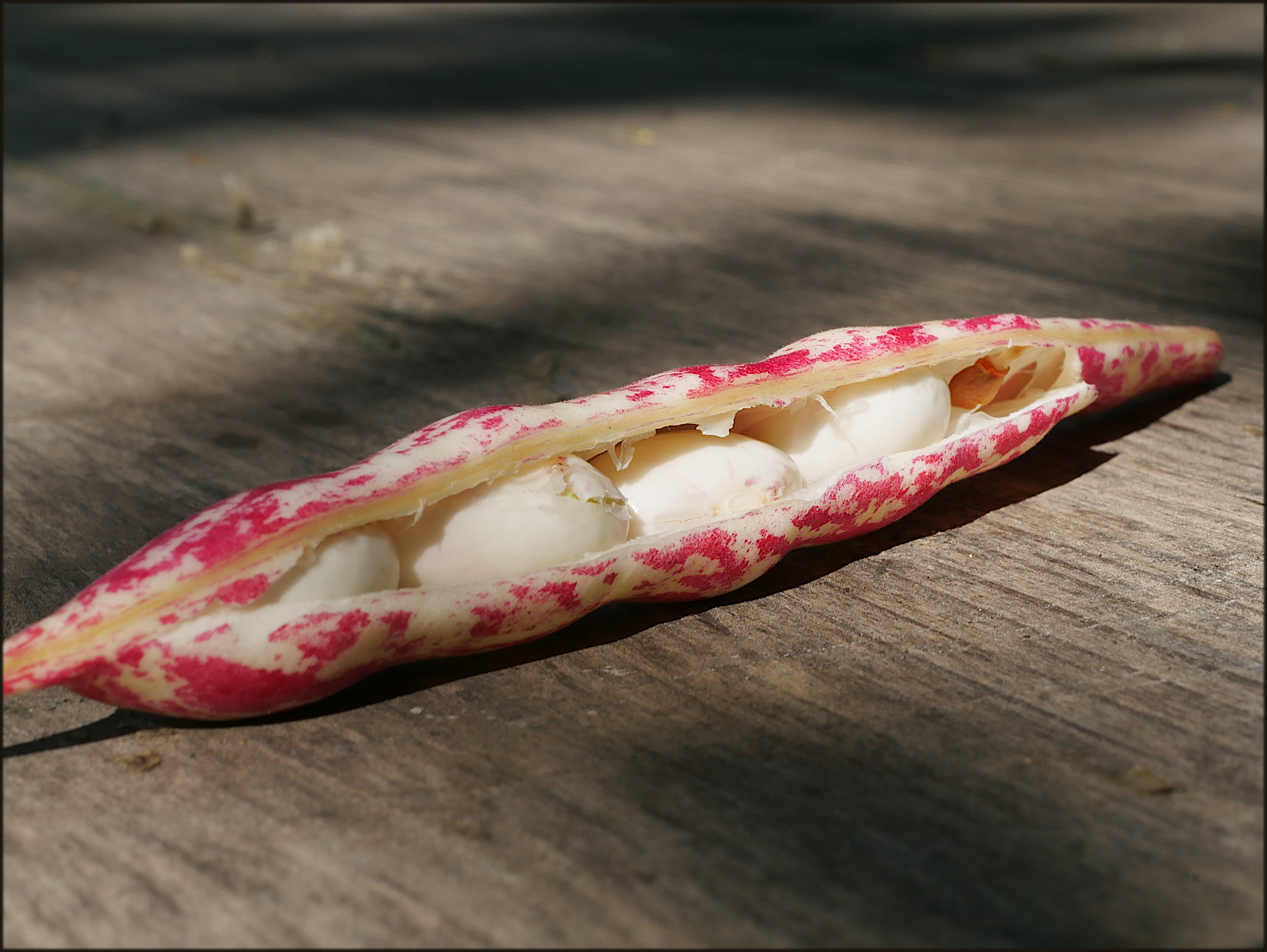
Bohnen

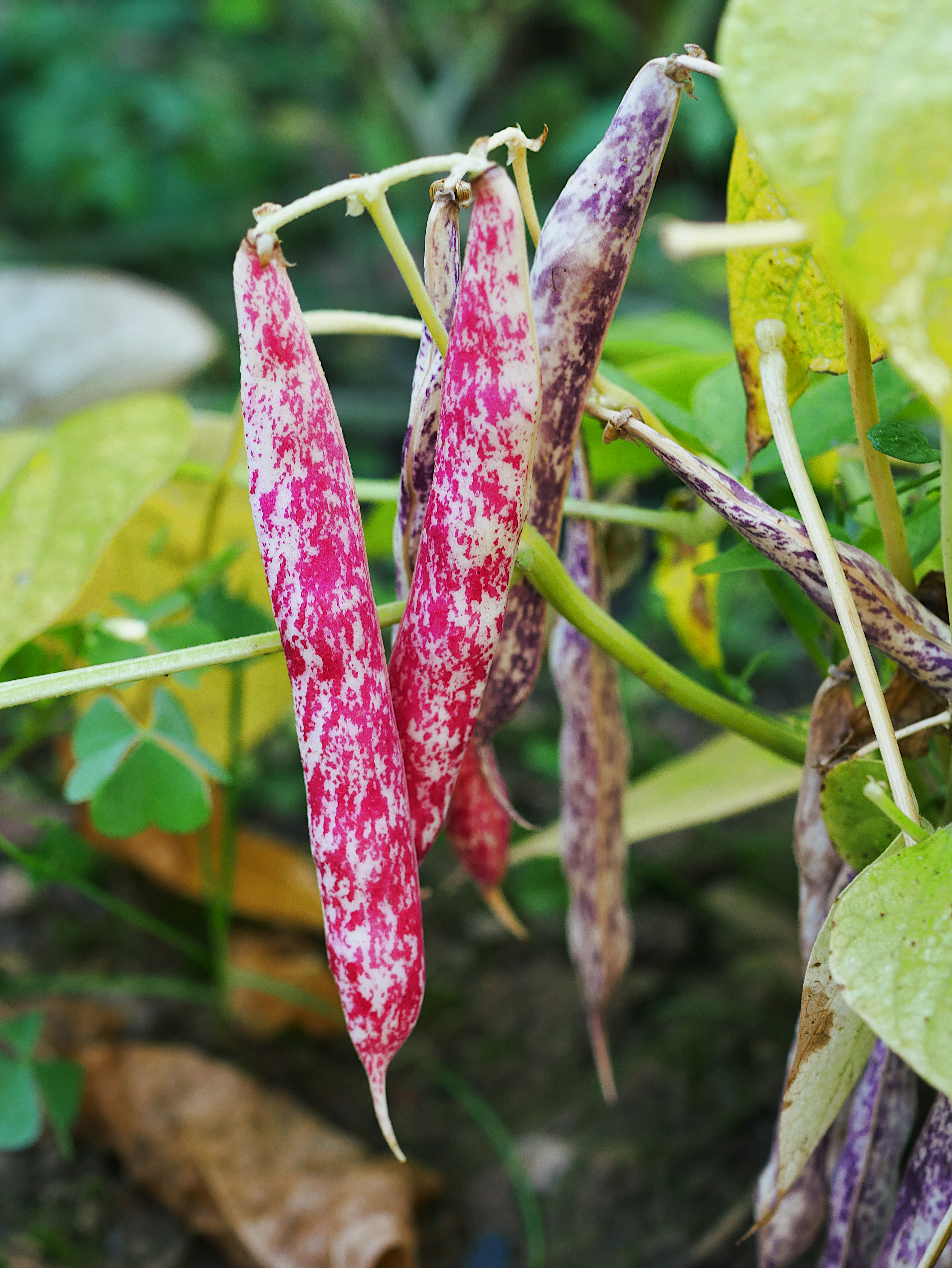
Früchte am Strauch

Das Ahrtaler Köksje ist eine als Stangenbohne gezogene Trockenbohnensorte, die im Landkreis Ahrweiler und im Raum Köln angebaut wird. Im Jahr 2013 hat die internationale Organisation zur Bewahrung traditioneller Lebensmittel die karamellfarbene, braun-lila gepunktete Bohnensorte in seine Arche des Geschmacks aufgenommen.
Trockenbohnen, die nicht als frische Hülsen geerntet werden, sondern deren Samen an der Pflanze ausreifen und dann im trockenen Zustand geerntet und verarbeitet werden, haben in Deutschland ihre Bedeutung als leicht konservierbares Lebensmittel mit dem Aufkommen moderner Kühl- und Konservierungsmethoden verloren und werden deshalb heute kaum noch angebaut. Das Ahrtaler Köksje wird deshalb heute fast nur noch in privaten Gärten angebaut und ist im Handel als Saatgut und als Lebensmittel kaum erhältlich, denn mangels Sortenzulassung dürfen Raritätensorten wie das Köksje nur als Sammelobjekt oder Zierpflanze abgegeben werden, wobei sich der Käufer verpflichten muss, das Saatgut ausschließlich als Privatperson und nicht zu gewerblichen Zwecken zu nutzen. Der Bestand der Sorte ist gefährdet, so dass die Bohne in die Rote Liste der gefährdeten einheimischen Nutzpflanzen in Deutschland aufgenommen wurde.
Das Ahrtaler Köksje wird an Stangen gezogen, wächst allerdings nicht sehr hoch. Die Hülsen reifen an der Pflanze aus, teilweise bis zu den ersten Frösten Ende Oktober. Anschließend werden die Trockenbohnen in Speichern oder Scheunen nachgereift und vollständig ausgetrocknet. Unmittelbar vor der Verarbeitung werden die Bohnenkerne ausgepellt. Das Köksje mit süßlich-herzhaftem Geschmack wird traditionell zu Suppen, Salaten oder Brotaufstrich verarbeitet.
Das Ahrtaler Köksje soll von napoleonischen Besatzungstruppen in die Rheinregion mitgebracht worden sein. Die Sorte soll von der französischen Bohnensorte Cocos de Prague abstammen. Vermutlich leitet sich daher auch der Name Köksje her. Eine andere Erklärung leitet den Namen von dem kleinen runden Koks-Hut (Melone) ab, der im Rheinland ebenfalls Köksje heißt.